# Micro Channel Architecture
MCA (англ. Micro Channel Architecture, архитектура Micro Channel) — системная шина, представленная в 1987 году корпорацией IBM вместе с новым семейством персональных компьютеров IBM PS/2. Отличается от существовавшей на тот момент, и предлагаемой к замене, архитектуры Intel ISA более совершенными возможностями, предоставляемыми разработчикам вычислительных систем. К наиболее интересным из них можно отнести: использование программируемых ключей (Programmable Option Select), механизма многопользовательского доступа к шине (Multi-Device Interface), аппарата уровнечувствительных прерываний совместного использования и протокола Master.
Новая разработка решила многие проблемы, свойственные ISA: частота шины поднялась до 10 МГц, появился удобный механизм Plug and Play (до этого прописывать новое устройство в систему приходилось вручную), ширина шины данных стала 32 бита. Теоретическая пропускная способность MCA достигала 66 МБ/с (на практике — максимум 40 МБ/с). Устройства наконец-то могли общаться друг с другом напрямую, минуя центральный процессор.
С такими улучшениями MCA могла бы стать индустриальным стандартом, но IBM сама все испортила, не став развивать рынок периферии для новой шины, более того, тщательно тормозила этот процесс — сторонние производители должны были получать специализированный ID для каждого устройства, за право выпуска устройств под MCA нужно было платить лицензионные отчисления и роялти, при том, что IBM, не желая раскрыть технические данные новой шины, её не лицензировала. Новые компьютеры с шиной MCA (а ими оказалось семейство IBM PS/2) оказались значительно дороже аналогов с ISA. Вдобавок, начинали пользоваться всё большей популярностью системы от Dell, Research Machines и Olivetti. Многим производителям компьютеров основательно поднадоела политика IBM, в итоге они объединились и начали работать над альтернативным стандартом. Альянс AST Research, Compaq, Epson, Hewlett-Packard, NEC, Olivetti, Tandy, Wyse и Zenith Data Systems шутливо назвали «Бандой девяти» (англ. "Gang of Nine"). Результаты их труда обозначились уже в 1988 году, когда партнеры представили 32-битную шину Extended Industry Standard Architecture (EISA). Она обладала всеми преимуществами MCA, но конструкционно и электрически была совместима с классической ISA, обеспечивая совместимость с уже выпущенными 8- и 16-битными компонентами. Лицензия на шину EISA, тем более по сравнению с MCA, стоила мало.
Массовое применение MCA заметно лишь в системах, выпущенных корпорацией IBM: PS/2, RS/6000, AS/400 и некоторых мейнфреймах System/370.
Следует помнить, что поскольку габаритные размеры платы и разводка линий канала на контакты соединителей изменились, то существующие адаптеры IBM PC не поддерживаются системами с архитектурой Micro Channel.
Создателем MCA считается инженер-разработчик Chet Heath.